# Щедровки

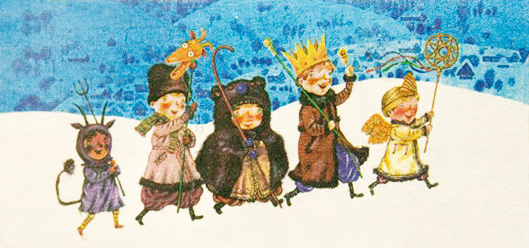
Святки. С украинской марки, 2001

Щедровки — святочные народные песни, исполняемые на Украине, в Беларуси и в южных регионах России обычно под Новый год (Щедрый вечер). В Щедровках обычно величаются хозяева дома и их дети, высказываются пожелания богатого урожая, благосостояния, приплода скота, хорошего роения пчёл. Поэтическое слово в щедровках, как и в колядках, выполняет магическую функцию.

## Сюжеты
В древних щедровках и колядках отразились времена Киевской Руси и сохранились описания княжеско-дружинного быта. Однако в щедровках христианского цикла преобладают мотивы библейских и евангельских и апокрифических рассказов: рождение Христа, поклонениям волхвов и пастухов. Во многих щедровках христианские мотивы и евангельские рассказы соединены с жизнью и бытом крестьянина (Господь волики гонить, Пречиста Діва їсточки носить, а святий Петро за плугом ходить — укр.). Образы святых вводятся, чтобы предоставить ещё большую магическую силу поэтической формуле.
Щедровки христианского цикла отличаются своим глубоким нравственным содержанием и большой художественной красотой. Основные мотивы их — христианская любовь, милосердие, преклонение к матери.
В белорусских щедровках характерные припевы:
- «Шчодры вечар добрым людзям!»;
- «Шчодры вечар, добры вечар!»;
- «Добры вечар, Шчодры вечар, Усім людзям на ўвесь вечар!»;
- «Добры вечар, шчодры Васілей!»;
- «Шчодры вечар, багаты вечар!»[1];

в украинских: «Щедрий вечір, добрий вечір, добрим людям на весь вечір».
Богатством содержания и поэтической формой щедровок восхищались украинские писатели и композиторы, в частности Николай Лысенко, Николай Леонтович, Кирилл Стеценко, Михаил Вериковский, Константин Данькевич и другие.

## Теории о происхождении щедровок
Вслед за мифологической теорией к изучению внутреннего состава щедровок стали прилагаться приёмы сравнительного метода, благодаря чему были доказаны заимствования не только в целом, но и в подробностях. Сравнивая их со славянскими и, главным образом, румынскими колядками, учёные попытались выделить русские исторические и бытовые черты из обширного греко-романского элемента, который, по всей вероятности, лёг в основу нынешних украинских и белорусских щедровок. Учёные видели в бродячих сюжетах живые воспоминания народа о древнерусских князьях, представляющие только случайные сколки «некогда блестящей поэзии дружинной эпохи». В I томе «Исторических песен малорусского народа» Антоновича и Драгоманова был выделен даже особый отдел таких обрядовых песен, в которых будто бы сохранился необыкновенно древний исторический элемент. По словам издателей, «в колядках и щедровках, не носящих следов христианства, следует искать остатков древнейшего русского славословия богам», а в остальных — «древнейших славословий героям и князьям». Этот взгляд несколько умеряет проф. Н. И. Петров, поместивший обширный разбор малорусских песен в «Трудах Киевской духовной академии». Здесь было впервые подвергнуто сомнению приурочение издателями некоторых обрядовых песен к таким историческим лицам, как Иван Берладник или Роман Волынский. Костомаров понимал значение этих песен несколько шире (см. Коляда). 
Сторонником мифической теории был и А. Потебня, который производил название «Усень» («Овсень», «Авсень») от санскритск. «усра», «ушас» — утренняя заря, утро, «заря, как божество», и сближал его с литовским auszra или латинским aurora. По мнению Потебни, ценность такого толкования заключается в том, что разъясняет несколько непонятный зачин большинства щедривок: «Ой рано, рано солнце сходило» и тому подобное, обычный в обращениях к хозяину-господарю, который при приходе щедровщиков спит и не знает о дарованных ему «радостях в хозяйстве». Как оказалось из последующих исследований, «заря» румынских и славянских щедровок имеет отношение скорее к началу весны, к «утру» солнечного года, чем к началу дня. А. Веселовский связал происхождение колядования и щедрования с римскими новолетними праздниками «общей радости», завершавшими целый праздничный цикл в честь Диониса, Сатурналий, Опалий и Календ (смотрите Коляда) П. Шейн не делает различия между первыми и вторыми; он говорит, что «колядки, которые поются на Новый год, называются щедрецовыми, щедрецами и щедровками. 
В сознании современных исполнителей и слушателей цель щедровок и колядок состоит в том, чтобы «дом развеселить и детей разбудить». Своё пение они сравнивают то с «ластовкой» (ласточкой), то с «соловьём» или «зозулей» (кукушкой); они будят «господаря», его семью и челядь, сообщая им о «радости на дворе» или «Божьей милости». Последняя трактуется здесь с точки зрения исключительно экономической: коровы потелились, кобылы пожеребились, пчёлы пороились и так далее. Весеннее происхождение щедривок видно из того, что перечисляемые в них реальные «радости» хозяина могут быть приурочены скорее к началу весны, чем к зиме, когда происходит пение щедровок. Наиболее типичными из них оказываются те, которые имеют бытовой характер. Запевала говорит, что он ходил по новым городам и долго искал королевского дворца на трёх столбах, пока не нашёл его во дворе прославляемого хозяина. Затем следуют пожелания «пану господарю» жить «в домочку с женой и детками, как в раечку», самому господарю — сиять ясным месяцем, деткам — частыми звёздочками. Требования о вознаграждении певцам отличаются юмором: «дайте книш — бо пущу в хату миш, дайте ковбасу — бо хату рознесу, дайте калача — бо впущу в хату рогача, дайте пирог — бо не помилує Бог, дайте сало — бо заберу сани, дайте копійку — бо поберу дівку» и так далее. Наряду с шутливыми сюжетами, в щедровках находим религиозные мотивы с заметными апокрифическими чертами; в большей части щедровок фигурирует Панна Мария (Богоматерь); это указывает, быть может, на западное, отчасти польское происхождение таких мотивов. Тексты щедровок разбросаны в многочисленных изданиях, посвящённых украинскому и белорусскому народному творчеству.